# Arrondissement de Baugé
L'arrondissement de Baugé est une ancienne subdivision administrative française du département de Maine-et-Loire créée le 17 février 1800 et supprimée le 10 septembre 1926. Les cantons furent ensuite rattachés aux arrondissements d'Angers et de Saumur.

## Composition
À la création des départements en 1790, le Maine-et-Loire est organisé en huit districts : Angers, Baugé, Châteauneuf, Cholet, Saint-Florent, Saumur, Segré et Vihiers. En 1800, ils sont remplacés par les arrondissements d'Angers, de Baugé, de Beaupréau, de Saumur et de Segré.
Le 17 février 1800, la ville de Baugé devient chef-lieu d'arrondissement, englobant les dix cantons du Baugeois : Baugé, Beaufort, Fougeré, Jarzé, Longué, Mazé, Mouliherne, Noyant, Seiches et Vernoil.
La même année, le canton de Fougeré est rattaché au canton de Baugé et le canton de Jarzé rattaché au canton de Seiches.
En 1801, le canton de Mazé est rattaché au canton de Beaufort, le canton de Mouliherne rattaché au canton de Longué-Jumelles, et le canton de Vernoil rattaché au canton de Longué-Jumelles. L'arrondissement ne compte plus alors que cinq cantons : Baugé, Beaufort, Longué, Noyant et Seiches. 
En 1806, le canton de Durtal est rattaché à l'arrondissement à la suite de la requête des administrateurs du canton. 
L'arrondissement de Baugé est supprimé en septembre 1926 à la suite de la réforme Poincaré,, les cantons étant répartis entre les arrondissements d'Angers et de Saumur.
Cantons du Baugeois intégrés à l'arrondissement d'Angers :
- canton de Beaufort-en-Vallée,
- canton de Seiches-sur-le-Loir,
- canton de Durtal.

Cantons du Baugeois intégrés à l'arrondissement de Saumur :
- canton de Baugé,
- canton de Longué-Jumelles,
- canton de Noyant.

## Sous-préfets
| Période          | Période           | Identité              | Fonction précédente                                 | Observation                                                           |
| ---------------- | ----------------- | --------------------- | --------------------------------------------------- | --------------------------------------------------------------------- |
|                  |                   |                       |                                                     |                                                                       |
| 30 décembre 1877 | 5 septembre 1881  | Eugène Gérodias       |                                                     | Nommé sous-préfet de Morlaix                                          |
| 5 septembre 1881 | 6 novembre 1881   | Armand Hébert         | Sous-préfet de Sarlat                               | Non acceptant. Nommé sous-préfet de Villefranche en 1888.             |
| 6 novembre 1881  | 12 février 1890   | Anatole Chevalier     |                                                     | Mis en disponibilité sur sa demande                                   |
| 12 février 1890  | 6 janvier 1897    | Louis Cordelet        | Chef de cabinet du préfet de la Marne               | Nommé sous-préfet de Vendôme                                          |
| 6 janvier 1897   |                   | Jean Dumoulin         | Conseiller de préfecture de Maine-et-Loire          | Mort en fonction                                                      |
| 19 juillet 1898  | 1er avril 1904    | Georges Guillemot     | Sous-préfet de Murat                                | Nommé secrétaire général de la préfecture de la Charente-Inférieure   |
| 1er avril 1904   | 30 décembre 1905  | Jean Lamy-Boisroziers |                                                     | Nommé secrétaire général de la préfecture de Maine-et-Loire           |
| 30 décembre 1905 | 4 janvier 1906    | André Dumas           | Sous-préfet de Châteaulin                           | Non installé. Nommé sous-préfet de Barbezieux                         |
| 4 janvier 1906   | 9 avril 1911      | Jean Lamy-Boisroziers |                                                     | Maintenu. Nommé secrétaire général de la préfecture de Maine-et-Loire |
| 9 avril 1911     | 15 juillet 1914   | Louis Gaussorgues     | Sous-préfet de Saint-Pons                           | Nommé sous-préfet de Castelsarrasin                                   |
| 15 juillet 1914  | 10 octobre 1914   | Charles Vanney        | Sous-préfet de Mortagne                             | Mobilisé pour la guerre et mort pour la France                        |
| 10 octobre 1914  | 16 janvier 1915   | Maurice Hervieu       | Secrétaire général de la préfecture des Deux-Sèvres | Nommé sous-préfet de Lannion                                          |
| 20 février 1915  | 4 janvier 1916    | Pierre Vignon         | Mobilisé pour la guerre                             | Remplacé. Nommé sous-préfet d'Arcis-sur-Aube en 1919                  |
| 4 janvier 1916   | 22 octobre 1920   | Eugène Onfroy         | Sous-préfet de Saint-Calais                         | Nommé sous-préfet de Brioude                                          |
| 22 octobre 1920  | 16 juillet 1921   | Jean Défossé          | Sous-préfet de Mortain                              | Nommé secrétaire général de la préfecture de Maine-et-Loire           |
| 5 juin 1922      | 23 novembre 1923  | Emile-Auguste Gardas  | Conseiller à la préfecture du Finistère             | Nommé sous-préfet de Gannat                                           |
| 23 novembre 1923 | 11 octobre 1924   | Gaston de lacour      | Sous-préfet d'Ussel                                 | Nommé sous-préfet de Trévoux                                          |
| 11 octobre 1924  | 1er novembre 1924 | Josselin Maingard     | Sous-préfet de La Châtre                            | Non installé. Maintenu sous-préfet de La Châtre sur sa demande        |